# Тимчук Дмитро Борисович
Дмитро́ Бори́сович Тимчу́к (27 червня 1972, Чита — 19 червня 2019, Київ
) — український військовий, політичний журналіст, блогер. Підполковник запасу. Координатор групи «Інформаційний спротив». Став відомим через детальне висвітлення перебігу тимчасової окупації Криму військами РФ, інтервенції Росії в Україну, а також сепаратистських виступів та російської диверсійної діяльності в Україні. Народний депутат 8-го скликання (2014—2019).

## Життєпис
Народився 27 червня 1972 в Читі, РРФСР. Дитинство провів у НДР (батько-офіцер проходив службу у Групі радянських окупаційних військ у Східній Німеччині, 1978—1983). Юність провів у Бердичеві на Житомирщині. Закінчив Бердичівський політехнічний коледж.
1995 року закінчив факультет військової журналістики Львівського вищого військово-політичного училища.
1995—1997 — проходив службу у військах протиповітряної оборони.
1997—2000 — працював у штабі Національної гвардії України.
2000—2012 — перебував на роботі в різних структурних підрозділах Міністерства оборони України.
У ході службових відряджень відвідав українські контингенти миротворчих сил ООН в Іраку (тричі), Лівані та Косово.
З 2008 — головний редактор інтернет-проекту «Флот-2017» та керівник громадської організації «Центр військово-політичних досліджень».
З 2 березня 2014 — координатор групи «Інформаційний спротив», рос. «Информационное сопротивление»; інколи перекладається як «Інформаційний опір», водночас абревіатура залишається ІС.
Завдяки активності групи «Інформаційний спротив» Дмитро Тимчук став одним з найпопулярніших інтернет-діячів в Україні. Зокрема, у соціальній мережі Facebook кількість тих, хто слідкує за його сторінкою з актуальними новинами від ІС, перевищила 190 000 користувачів.

### Смерть
Загинув 19 червня 2019 внаслідок вогнепального поранення голови. Дружина Тимчука Ганна зателефонувала в лікарню та повідомила, що чоловік чистив зброю та випадково поранився. День його смерті трагічно збігається з іншою подією — представленням звіту Міжнародної слідчої групи (JIT) з розслідування катастрофи рейсу МН17. Саме збором доказів для цієї справи Тимчук займався останні роки. За фактом загибелі Тимчука поліція відкрила кримінальне провадження за ст. 115 ККУ (умисне вбивство). Розглядалися версії: нещасний випадок, необережне поводження із вогнепальною зброєю, версії кримінального характеру.

## Політична діяльність
На виборах до Верховної ради 2014 року обраний народним депутатом 8-го скликання за партійним списком (№ 13 у списку) від Народного фронту. У парламенті відзначився активною роботою над законами, щодо питань національної безпеки та оборони України.

## Нагороди
- Орден «За мужність» III ст. (27 червня 2019, посмертно)[14]